# Poenosedum tuberosum
Poenosedum tuberosum là một loài thực vật có hoa trong họ Crassulaceae. Loài này được (Coss. & Letell.) Holub miêu tả khoa học đầu tiên năm 1984.